# Tadano Europe
Die Tadano Europe Holdings GmbH ist eines von zwei deutschen Tochterunternehmen des japanischen Kranherstellers Tadano. Es produziert in Zweibrücken Fahrzeugkrane mit einer Tragkraft von bis zu 3200 Tonnen. Das andere Tochterunternehmen, die Tadano Faun GmbH, hat ihren Sitz in Lauf an der Pegnitz und stellt ebenfalls Fahrzeugkrane her.
Der Standort Zweibrücken geht auf eine 1827 von Christian Dingler gegründete Werkstätte zurück und gehörte zwischen 1954 und 2002 zur Demag. Nach der anschließenden Übernahme durch Terex wurden die produzierten Krane übergangsweise mit dem Markennamen Terex-Demag ausgeliefert. Wenig später lautete die Marke nur noch Terex. 2016 wurde dann der alte Markenname Demag wieder eingeführt. Mit Übernahme durch Tadano im Jahr 2019 führte der neue Eigentümer den Namen Tadano Demag ein und seit 2021 tragen alle Modelle nur den Namen Tadano.

## Geschichte

### Dinglerwerke

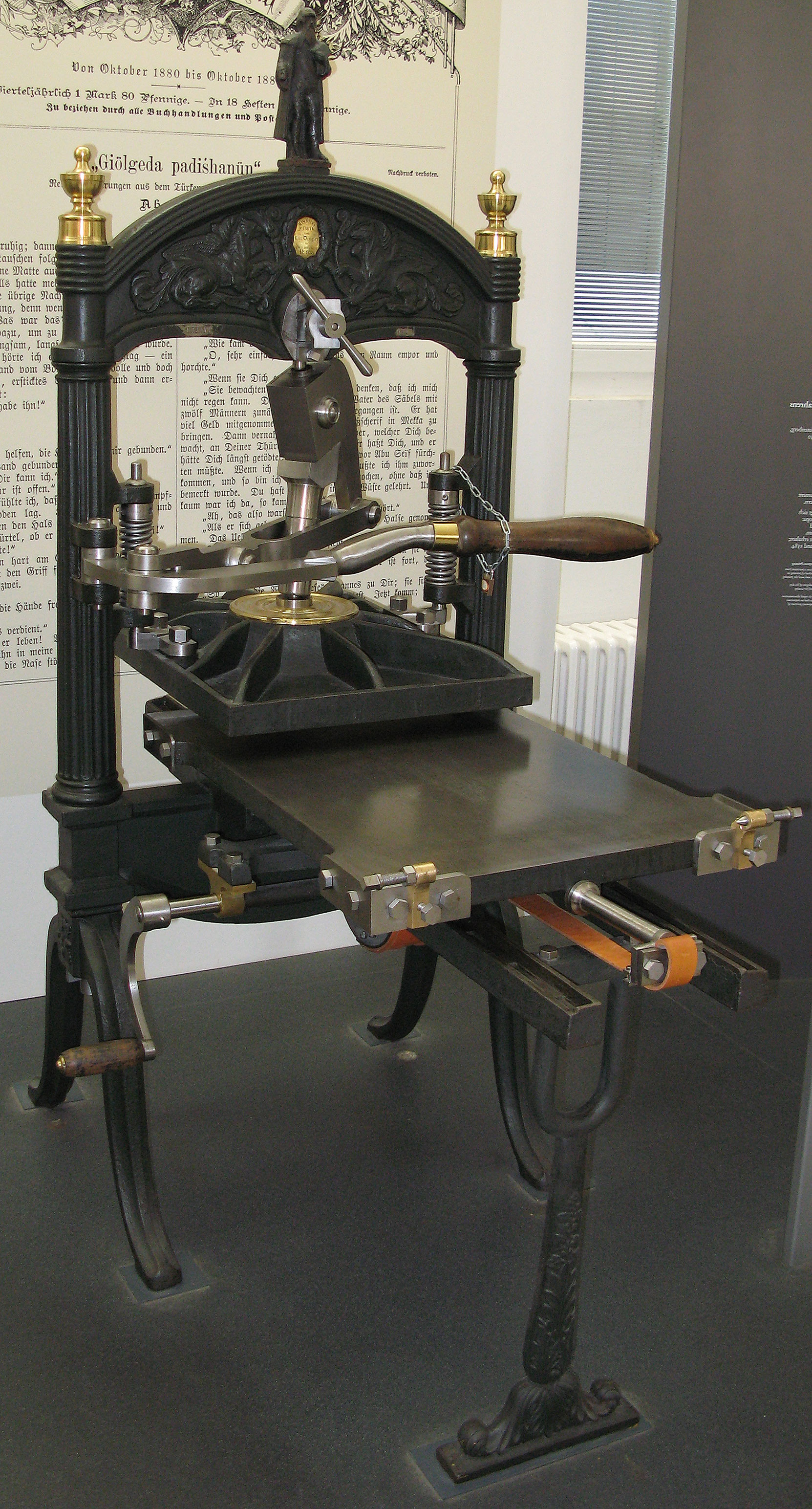
Erfolgsmodell Zweibrücker-Presse von 1845, eine Kniehebelpresse; Deutsches Museum, München

Im Jahr 1827 eröffnete Christian Dingler zusammen mit zehn Arbeitern eine mechanische Werkstätte in der Zweibrücker Altstadt und widmete sich der Herstellung von Öl- und Schneidemühlen. 1834 begann er auch mit dem Bau von Buchdruckerpressen. Die von Dingler entwickelte Kniehebelpresse, die er selbst „Zweibrücker-Presse“ nannte, ging in die Geschichte der Buchdruckerkunst als „Dinglerpresse“ ein. Diese Maschine war jahrelang führend in Europa und die Ursache für den raschen Aufstieg des Unternehmens.
1834 erwarb er das Hofgut Schönhof und gründete dort auf einem Gelände in der Vorstadt die Dingler‘sche Maschinenfabrik. 1838 wurde eine Eisen- und Metall-Gießerei mit eigener Dampfmaschinen-Anlage angegliedert. Ab 1843 baute Dingler selbst Dampfmaschinen (sogenanngte Balancier-Dampfmaschine). Bis 1927 entstanden über 3300 Dampfmaschinen mit einer Gesamtleistung von ca. 260.000 PS.
Im Jahr 1848 wurde Professor Louis Seelinger von der Polytechnischen Schule Augsburg als technischer Direktor berufen. Unter seiner Leitung wurde eine große Schmiede mit Schweißofen und 40 Zentner-Hammer in Betrieb genommen und die Herstellung von Wasserrädern und Turbinen aufgenommen.
Ab 1890 bauten die Dinglerwerke zudem Hub- bzw. Fördermaschinen für lokale Berg- und Stahlwerke. Erhalten gebliebene Zeugnisse der Produktion sind die 1916/1917 für die Grube Velsen am Schacht Gustav-II-West und 1949 für den Schacht Delbrück II in Klarenthal gebauten Fördermaschinen.
Im Jahr 1897 wurde das Unternehmen in eine Aktiengesellschaft umgewandelt und firmierte fortan als Dingler’sche Maschinenfabrik AG. 1906 baute das Unternehmen den ersten eigenen Schienenkran. Ende der 1920er Jahre begann die Produktion von schlüsselfertigen Windkanälen und 1930 nahmen die Dinglerwerke auch den Bau von Kränen, Doppelvibrationswalzen, Asphaltiermaschinen und Betondeckenfertigern auf. Am 28. November 1935 wurde das Unternehmen umfirmiert in Dinglerwerke Aktiengesellschaft Zweibrücken.
Während des Zweiten Weltkriegs wurden die Dinglerwerke teilweise zur Fertigung von U-Boot-Teilen auf das Gelände der Fürst-Stolberg-Hütte in Ilsenburg verlegt. 1944 und 1945 baute das Unternehmen unter dem Decknamen „Zitteraal“ im Ötztal einen großen transsonischen Windkanal in den Berg. Wasser aus der Ötztaler Ache sollte durch einen Tunnel zu einer Wasserturbine geleitet werden, die die Antriebsleistung von 88.000 kW für den am Fuß eines Bergs befindlichen Windkanal erzeugen sollte. Die Anlage wurde im August 1945 von der französischen Besatzungsmacht demontiert und in Avrieux bei Modane wiederaufgebaut.
Nach dem Krieg führte das Unternehmen die Kranherstellung fort und brachte 1950 den ersten eigenen Teleskopmobilkran mit einer Tragfähigkeit von 2,5 Tonnen auf den Markt.

### Übernahme durch Demag
1954 übernahm die Demag AG einen Anteil der Dinglerwerke und integrierte diesen in die Baumaschinensparte. 1963 baute das Unternehmen den ersten Teleskop-Mobilkran mit einer Tragfähigkeit von 12 Tonnen und 1965 folgte der erste Gittermastmobilkran. Die Traglast dieses Krans lag bei 45 Tonnen. 1967 kamen die Dinglerwerke vollständig zu Demag und wurden vollständig auf die Entwicklung und Produktion von Mobilkranen ausgerichtet. Ab 1969 firmierte das Unternehmen unter dem Namen Demag Baumaschinen GmbH.
Die nachfolgenden Jahre waren geprägt von einer stetigen Weiterentwicklung der Krane. So stellte Demag 1979 den Gittermastmobilkran TC 4000 und den Gittermast-Raupenkran CC 4000 mit jeweils 800 Tonnen Tragfähigkeit vor. Nachdem Mannesmann 1973 Mehrheitsaktionärin von Demag wurde, übernahm es Demag 1983 komplett. 1987 kam der CC 12000 mit einer Traglast von 1000 Tonnen auf den Markt und 1992 eröffnete das Zweigwerk in Wallerscheid am Flugplatz Zweibrücken. 1998 erschien der Gittermast-Raupenkran CC 12600 mit Traglast von 1.750 Tonnen.
Grundlagen des Erfolges waren der hydrostatische Antrieb, die aus Feinkornstahl bestehenden stabilen Gittermastrohre, die Hilfsausleger und die Superlift- und Ringlifteinrichtung. Die Grundtraglast von 500 Tonnen des CC 4000 und des CC 4800 konnte bei Nutzung eines Gegengewichts von 180 Tonnen direkt auf dem Kran auf 650 Tonnen gesteigert werden. Mittels einer Superlifteinrichtung, einem Gegengewicht von 480 Tonnen auf einem Anhänger, stieg die Traglast auf 800 Tonnen, bei Nutzung mit Ringlift auf 1600 Tonnen. Der Hauptausleger war 102 Meter lang.

### Übernahme durch Terex

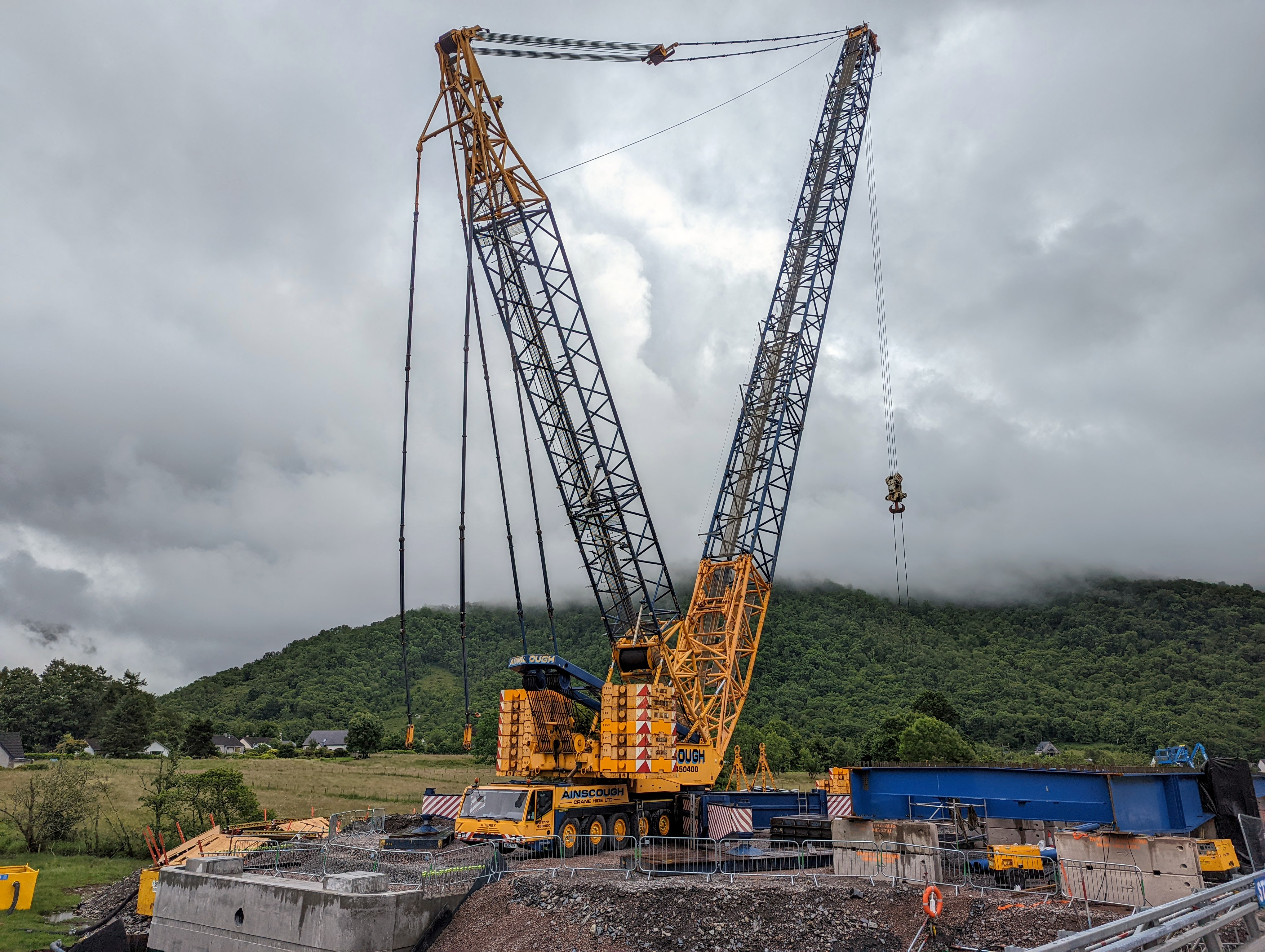
Gittermastkran Terex-Demag TC2800-1

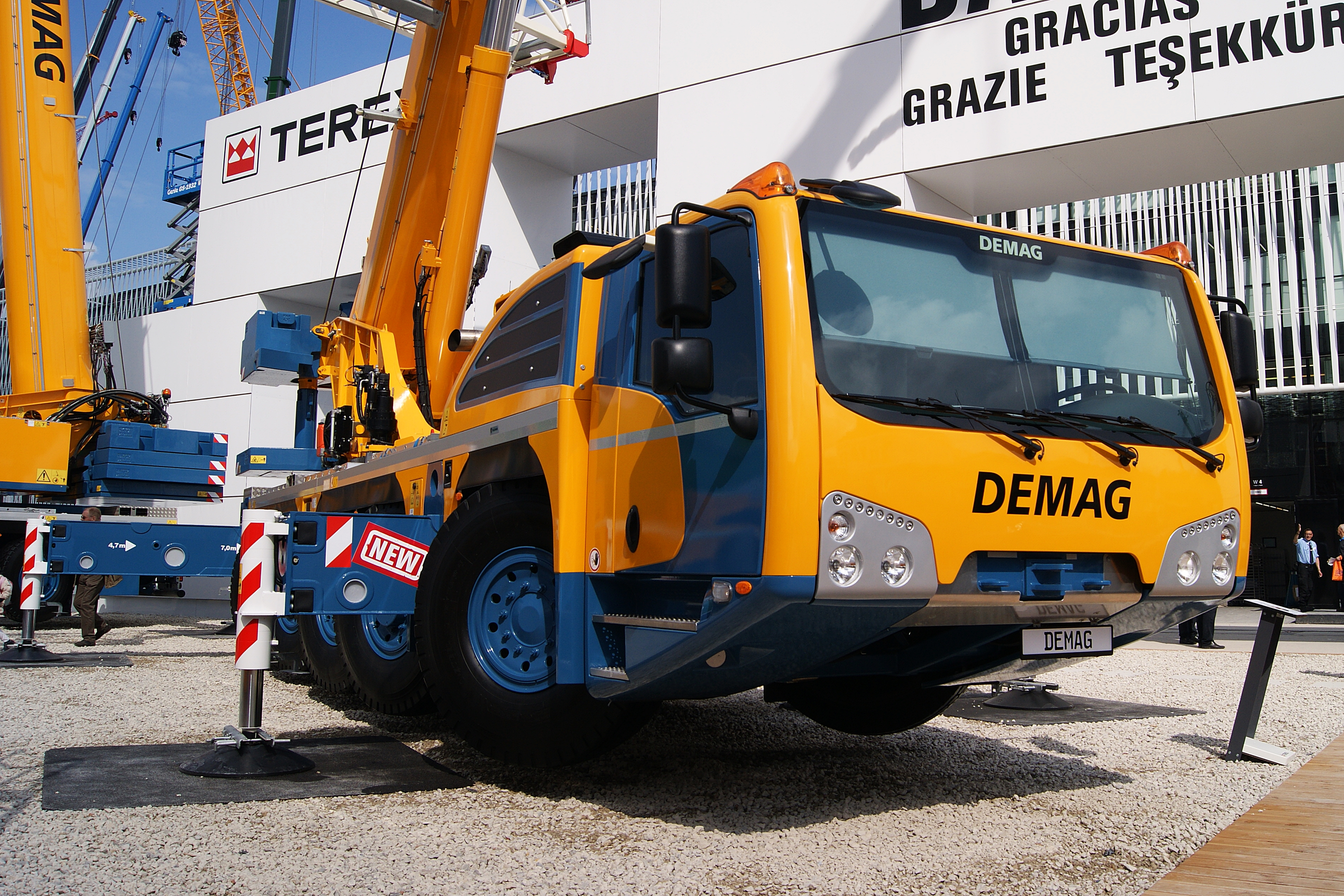
Terex-Demag AC 130-5

Nach der Übernahme von Mannesmann durch Vodafone verkaufte diese den Industriebereich Atecs an ein Konsortium von Siemens und Bosch, diese gliederten die passenden Bereiche jeweils ein und verkauften den Rest an diverse Abnehmer weiter. 2002 erwarb Terex das Zweibrücker Werk von Siemens und gliederte es in den Geschäftsbereich Terex Cranes ein. Unter der neuen Leitung erfolgte im gleichen Jahr die Einführung des CC 8800 mit einer Tragfähigkeit von 1250 Tonnen. Ein Jahr später wurde ein 200-Tonnen-All-Terrain-Kran mit 68 m Hauptausleger eingeführt und 2007 brachte Terex den weltweit stärksten Raupenkran, der TWIN CC 8800, mit einer Tragfähigkeit von 3200 t auf den Markt.
2016 wurde die Marke Demag wiedereingeführt.
Das 1925 errichtete Zweigwerk in Bierbach wurde im Jahr 2017 aufgegeben und an das Trierer Kranunternehmen Steil verkauft.

### Übernahme durch Tadano
2019 übernahm der japanische Kranhersteller Tadano das Unternehmen und führte es zunächst unter dem Namen Tadano Demag GmbH weiter. Das Unternehmen meldete am 23. Dezember 2020 Insolvenz an. Am 1. April 2021 konnte das Insolvenzverfahren beendet werden. Die Marke Demag entfiel und bis Herbst 2021 wurden alle Produkte auf den Namen Tadano umgestellt.

## Produkte
Das Unternehmen entwickelt und baut Fahrzeugkrane in verschiedenen Leistungs- und Größenklassen. Dazu gehören All-Terrain-Krane mit einer maximalen Tragkraft zwischen 40 und 700 Tonnen, Rough-Terrain-Krane bis 100 Tonnen maximaler Tragkraft und Gittermast-Raupenkrane von 400 bis 3200 Tonnen maximaler Tragkraft. Zudem werden Teleskop-Raupenkrane bis 156 Tonnen Tragkraft, Lkw-Aufbaukrane und ein kompaktes City-Kran-Modell hergestellt.